# Pöls (Fluss)
Die Pöls ist ein linker Nebenfluss der Mur und gehört damit zum Flusssystem der Donau. Sie durchfließt ein großteils in Nord-Süd-Richtung verlaufendes Nebental des Oberen Murtals in den Niederen Tauern und mündet am Aichfeld nach 56 Kilometern. Der Fluss besteht aus den beiden Flussabschnitten Pölsbach (oder Pölsenbach) am Oberlauf und Pölsfluss am Unterlauf, beide zusammen bilden die Pöls.

## Name
Um 1130 wird das Gewässer als Pels erstmals urkundlich genannt. Meist wird der Name auf die indogermanische Wurzel *bʰel- für „glänzend, weiß“ zurückgeführt. Alternativ könnte das indogermanische *bʰelH- mit der Bedeutung „aufschwellen, sprudeln“ zugrunde liegen.

## Geografie

### Verlauf und Einzugsgebiet

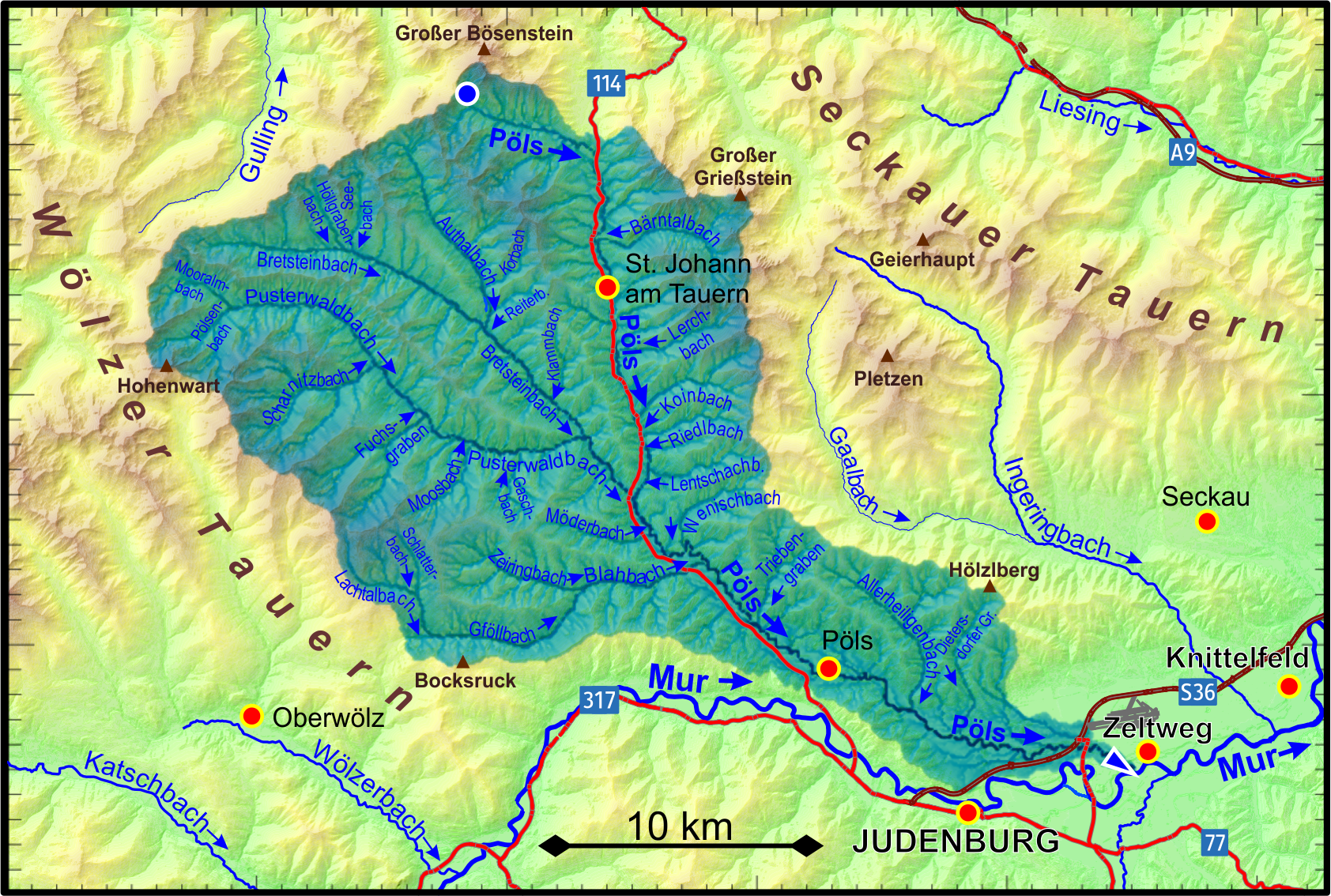
Einzugsgebiet der Pöls

Der Pölsbach entspringt westlich von Hohentauern, im Gemeindegebiet von Pölstal, auf 1724 m ü. A. im Geißrinksee am Südwesthang des Kleinen Bösensteins. Er fließt zunächst in südöstliche Richtung und durchquert eine Moorlandschaft, ehe er nach Süden abbiegt. Hier kommt die Straße vom Triebener Tauern (B114) über Hohentauern herunter. Im folgenden Talabschnitt trennt er die Rottenmanner und Wölzer Tauern im Westen von den Seckauer Tauern im Osten. Nachdem der Bach mit dem Bärntalbach einen ersten größeren Zubringer aufgenommen hat, durchfließt er bei Laufkilometer 14 das Dorf Sankt Johann am Tauern.
Bei Möderbrugg (Laufkilometer 24) nimmt der Pölsbach mit dem Pusterwaldbach seinen größten Nebenfluss auf und trägt von dort an den Namen Pölsfluss. Weitere wichtigere Zuflüsse sind der Wenischbach vom Sommertörl und St. Oswald und der Blahbach von Oberzeiring, die beide bei Unterzeiring münden. Dort erreicht er das Gemeindegebiet Pöls-Oberkurzheim. Im weiteren Verlauf ändert sich die Fließrichtung wieder auf Südosten und das trogförmige Pölstal wird zunehmend breiter. Nach Pöls und Einmündung des Allerheiligenbaches erreicht der Pölsfluss das Aichfeld.
Im Unterlauf bildet er teilweise die Grenze zwischen Fohnsdorf und Judenburg und mündet schließlich in Zeltweg in die Mur.
Insgesamt umfasst das Einzugsgebiet der Pöls eine Fläche von 488 km² innerhalb des Flusssystems der Mur. Im Norden und Nordwesten grenzt das Einzugsgebiet der Pöls an das Flusssystem der Enns.

### Nebenflüsse
| links | rechts |
| - Fleischgraben - Oberhauserbach - Weingruberbach - Bärntalbach - Bärntalbach - Schleifbach - Sieglbach - Zechnergraben - Lerchbach - Eisgrabenbach - Koingrabenbach - Schnellerbach - Riedlgrabenbach - Nestelgrabenbach - Leutschachbach - Faltingergraben - Wenischbach (Wenischgrabenbach) - Gaschgrabenbach - Temmelgrabenbach - Triebenbach - Bodernbach - Offenburgerbach - Pölshofbach - Bärenkogelbach - Pölsfluss-Seitenarm (2) - Allerheiligenbach - Reiterbach - Kumpitzerbach - Dietersdorferbach - Fohnsdorferbach - Westlicher Dinsendorferbach | - Gamskarbach - Lackneralmbach - Reslerbach - Stuhlpfarrerbach - Steinerbach - Gaisbergbach - Gschöderbach - Mitterbacherbach - Johannbach - Schaffgrabenbach - Steinbergerbach - Hinterer Kurzbach - Vorderer Kurzbach - Rabensteinerbach - Pusterwaldbach - Strallergrabenbach - Möderbach - Pölsfluss-Seitenarm (1) - Blahbach - Windenerbach - Enzersdorferbach - Gasselsdorferbach - Ritzersdorferbach - Waltersdorferbach |

## Nutzung

### Energiegewinnung
An der Pöls liegen mehrere Kleinkraftwerke (flussabwärts):
- Kraftwerk Schwarzviertel in Möderbrugg: 2016 von Energie-Zotter-Bau erbaut,[7] 1,2 MW Francis-Spiralturbine, knapp 6 GWh Jahresleistung. Es hat ein Krafthaus in modernem Holzstil und dient der Gemeinde Pölstal zur Erreichung des Energie-Autarkie-Ziels.[8]
- E-Werk Neuper in Unterzeiring. Es wurde 1910 errichtet.[9] Es steht zwar nicht unter Denkmalschutz, ist aber als Schaukraftwerk eingerichtet.
- Kraftwerk Katzling (Heinzel) unterhalb von Katzling: 1922 in Betrieb genommen, heute mit zwei Francis-Spiralturbinen mit 2 MW Leistung.[10] Es liefert Energie für die Zellstoff Pöls AG (Heinzel Group). Der Werkskanal (amtlich Pölsfluß-Seitenarm (1)) ist um die 250 Meter lang.[11]
- Laufkraftwerk Pöls der Verbund AG unterhalb von Pöls: 1903/04 von der Steweag erbaut, heute 3 Francis-Turbinen mit 9 GWh Jahresleistung.[12] Sein Werkskanal (amtlich Oberwasserkanal-Steweag) zweigt schon direkt in Pöls ab, und ist 2,5 km lang.[13]
- Hoffmann Elektrizitätswerk (Paßhammer) bei Allerheiligen: Mit einem 600 Meter langen Werkskanal (Pölsfluß-Seitenarm (2))[14]
- Kraftwerk Ritzersdorf bei Ritzersdorf, zwischen Gasselsdorf und Wasendorf (Krafthaus): 2005 fertiggestellt.

Am Oberlauf finden sich noch einige Kleinstkraftwerke: bei Weingruber, St. Johann (Bärntal, Neuper, Birkwieser), Franzlbauer (aufgelassen, Pölsbach-Seitenarm ) und Wolferlbauer (Zotter). Auch die Zubringer sind umfangreicher ausgebaut.

### Umwelt
2007 starben hunderte Fische nach dem Austreten von ungeklärten Wasser in der Zellstoff Pöls AG, aufgrund eines technischen Gebrechens traten Seife und Schaum aus.